# بوب أرنزن
بوب أرنزن (بالإنجليزية: Bob Arnzen)‏ مواليد 3 نوفمبر 1947 في كوفينغتون، هو لاعب كرة سلة أمريكي سابق. بدأ مسيرته الاحترافية في سنة 1969. تم اختياره من قبل فريق ديترويت بيستونز خلال الدرافت. يبلغ طوله 6 قدم 5 بوصة (2.0 م). اعتزل اللعب في 1974.

## المسيرة الاحترافية
لعب مع بروكلين نتس في موسم 1969–70 ، ثم لعب مع سكرامنتو كينغز في موسم 1970–1971، ثم لعب مع إنديانا بايسرز من سنة 1972 إلى 1974.

## روابط خارجية
- بوب أرنزن على موقعبيزبول رفرنس.كوم (الدوري الثانوي) (الإنجليزية)
- بوب أرنزن على موقع إن بي أي (الإنجليزية)
- بوب أرنزن على موقع سبورتس رفرنس (الإنجليزية)
- بوب أرنزن على موقع كلية كرة السلة في سبورتس رفرنس.كوم (الإنجليزية)
- بوب أرنزن على موقع ريلجم (الإنجليزية)
- بوب أرنزن على موقع بروبوليرز (الإنجليزية)